# Гастон (Индијана)
Гастон (енгл. Gaston) град је у америчкој савезној држави Индијана.

## Демографија
По попису из 2010. године број становника је 871, што је 139 (-13,8%) становника мање него 2000. године.
| Група             | 2000.       | 2010.       |
| Белци             | 990 (98,0%) | 832 (95,5%) |
| Афроамериканци    | 6 (0,6%)    | 1 (0,1%)    |
| Азијати           | 0 (0,0%)    | 1 (0,1%)    |
| Хиспаноамериканци | 2 (0,2%)    | 25 (2,9%)   |
| Укупно            | 1.010       | 871         |